# Halilovci
Halilovci (szerbül: Халиловци) falu Bosznia-Hercegovinában, a Szerb Köztársaságban, Oštra Luka községben.

## Fekvése
Bosznia-Hercegovina nyugati részén, Banja Lukától légvonalban 62, közúton 104 km-re nyugatra, Prijedortól légvonalban 30, közúton 55 km-re délnyugatra, községközpontjától  légvonalban 21, közúton 35 km-re nyugatra fekvő dombos, erdős területen, a Japra-patak völgyében fekszik. 	

## Népessége
| Nemzetiségi csoport | Népesség 1991 | Népesség 2013 |
| ------------------- | ------------- | ------------- |
| Szerb               | 86            | 46            |
| Bosnyák             | 79            | 10            |
| Horvát              | 0             | 0             |
| Jugoszláv           | 2             | 0             |
| Egyéb               | 2             | 0             |
| Összesen            | 169           | 56            |

## Története
Halilovci 1878-ig tartozott az Oszmán Birodalomhoz, majd az Osztrák-Magyar Monarchia része lett. 1910-ben Budmlica Japra község részeként 45 háza, 191 ortodox szerb és 101 muszlim lakosa volt. A monarchia szétesésével 1918-ben előbb a Szerb-Horvát-Szlovén Királyság, majd 1929-től a Jugoszláv Királyság része. 1945-től a település a szocialista Jugoszlávia része volt. 1963-ig a falu Ljubija község része volt. A boszniai háború idején a falu szerb félkatonai alakulatok ellenőrzése alatt állt.